# 豊日方言

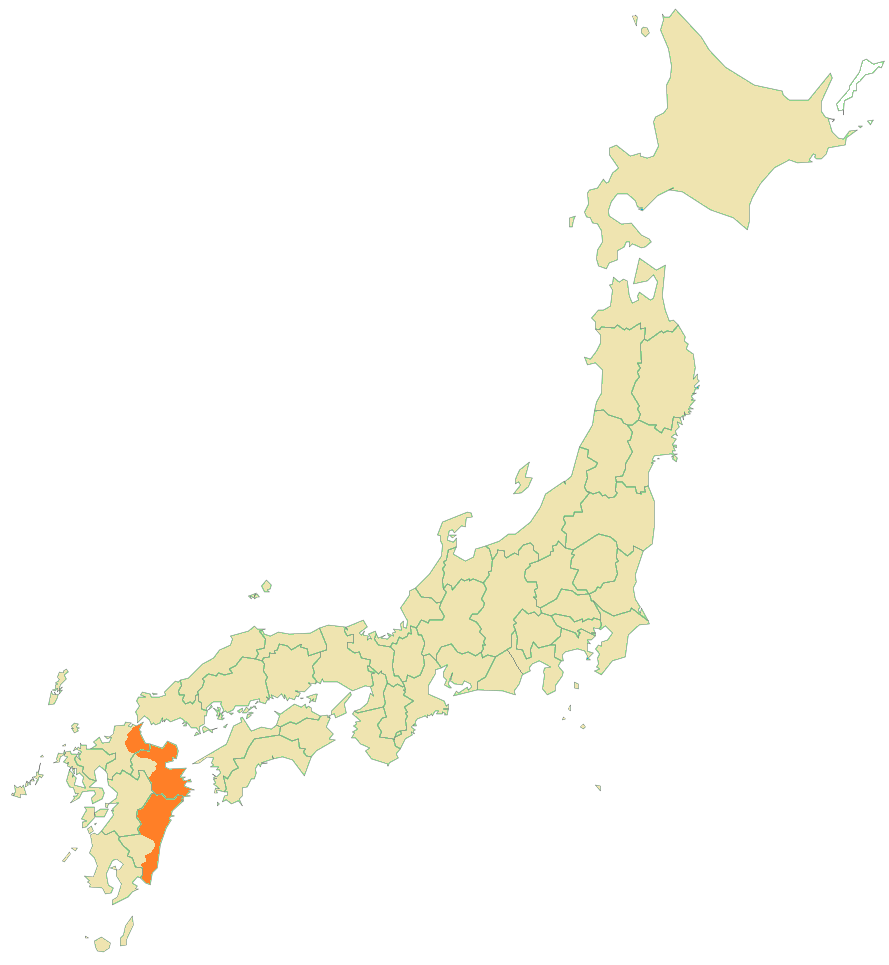
豊日方言の範囲

豊日方言（ほうにちほうげん、ほうじつほうげん）は、日本語の方言の区画の一つで、九州地方の福岡県東部、大分県、及び諸県地方西部（都城市・小林市周辺）を除く宮崎県で話される諸方言の総称である。かつての豊前国、豊後国、日向国の大部分を占めることからこの名がある。
福岡県東部及び大分県で話される両豊方言と、宮崎県の大部分で話される日向方言とに大別される。なお九州方言にはこのほかに肥筑方言と薩隅方言が存在する。

## 特徴
九州方言の中では、肥筑方言・薩隅方言に比べて本州・四国の方言に近い（特に両豊方言）。例えば、肥筑方言で聞かれる、形容詞の語尾が「か」になるカ語尾はなく、逆接の接続助詞「ばってん」や主語を表す格助詞「の」も用いられない。
両豊方言と日向方言の違いとしては、以下の点が挙げられる。
- 両豊方言が外輪東京式アクセントであるのに対し、日向方言は無アクセントである。
- 準体助詞に、両豊方言で「の」（本州と同じ）を用いるのに対し、日向方言では「と」（他の九州方言と同じ）を用いる。
- 理由の接続助詞に、両豊方言で「きー・き・けー・けん」を用いるのに対し、日向方言では「から・かい」を用いる。

## 種類
- 両豊方言
  - 福岡県豊前方言
    - 北九州弁
    - 筑豊弁

  - 中津弁
  - 大分弁
  - 日田弁
- 日向方言（宮崎弁）